# Casa del Contramaestre de Fornells
La Casa del Contramaestre, en menorquín Casa del Contramestre, de la localidad menorquina de Fornells es una antigua estación de salvamento de náufragos que actualmente es la sede de la estación náutica de Fornells.
Está situada en la Calle del Gobernador, en menorquín Carrer del Carrer del Governador, muy cerca de la  iglesia parroquial de San Antonio Abad.
Es un edificio de una sola planta en forma de cruz griega y que fue construido a principios del siglo XX para alojar naúfragos.
Actualmente ya no tiene ese uso y es la sede de la estación náutica de Fornells.

## Cartografía
Hoja n.º 618 de la serie MTN50 del  Insitituto Geográfico Nacional. (Descarga gratuita en formato digital en Centro de descargas del  Centro Nacional de Información Geográfica)
«Centro de descargas del Centro Nacional de Información Geográfica» (en español, inglés y francés).